# UX Antliae
UX Antliae är en eruptiv variabel av RCB-typ (RCB) i stjärnbilden Luftpumpen.
Stjärnan har magnitud +11,85 och når i förmörkelsefasen ner till under +18,0. 